# WSA World Tour 2007/08
Die WSA World Tour 2007/08 umfasst alle bestätigten Turniere der professionellen Damensquash-Saison 2007/08 der WSA World Tour. Die nach dem Monat sortierte Übersicht zeigt den Ort des Turniers an, dessen Namen, das ausgeschüttete Gesamtpreisgeld, sowie die Siegerin des Turniers. In der abschließenden Tabelle werden sämtliche Turniersiegerinnen nach der Menge ihrer Titel aufgelistet. Dabei ist es nicht relevant, welche Wertigkeit die von der Spielerin gewonnenen Turniere besaßen, auch wenn eine entsprechende Erfassung erfolgt.
In der Saison 2007/08 fanden insgesamt 76 Turniere statt. Das Gesamtpreisgeld betrug 1.501.850 US-Dollar. Weltmeisterin wurde Rachael Grinham, während Nicol David mit neun Turniersiegen die meisten Titel in dieser Saison gewann.

## Tourinformationen

### Anzahl nach Turnierserie
| Turnierserie | WM 1 | Go 50 2 | Go 45 | Go 35 | Si 30 3 | Si 25 | Si 20 | Si 15 | Tour 4 |
| ------------ | ---- | ------- | ----- | ----- | ------- | ----- | ----- | ----- | ------ |
| Anzahl       | 1    | 2       | 5     | 4     | 1       | 2     | 5     | 3     | 53     |
| Gesamt       | 1    | 11      | 11    | 11    | 11      | 11    | 11    | 11    | 53     |

## Turnierplan

### August
| Datum         | Ort        | Turnier                            | Preisgeld | Siegerin        |
| ------------- | ---------- | ---------------------------------- | --------- | --------------- |
| 07.08.–12.08. | Vancouver  | Sun & Surf Jericho Open 2007       | $ 10.100  | Latasha Khan    |
| 18.08.–22.08. | Alexandria | Alexandria Sporting Club Open 2007 | $ 20.300  | Rachael Grinham |
| 22.08.–27.08. | Wah Cantt  | POF WISPA Wah Cantt Open 2007      | $ 10.900  | Delia Arnold    |
| 28.08.–02.09. | Amsterdam  | Forexx Dutch Open 2007             | $ 43.500  | Nicol David     |

### September
| Datum         | Ort           | Turnier                              | Preisgeld | Siegerin               |
| ------------- | ------------- | ------------------------------------ | --------- | ---------------------- |
| 01.09.–04.09. | Kuala Lumpur  | NSC Satellite No5 2007               | $ 4.000   | Suzie Pierrepont       |
| 05.09.–10.09. | Kuala Lumpur  | NSC Tour 10 No1 2007                 | $ 10.000  | Rebecca Chiu           |
| 07.09.–09.09. | Enschede      | Pepsi Enschede Open 2007             | $ 4.000   | Margriet Huisman       |
| 11.09.–16.09. | Wolverhampton | Wolverhampton Open 2007              | $ 20.900  | Laura Massaro          |
| 12.09.–16.09. | Hongkong      | Crocodile Challenge Cup 2007         | $ 14.000  | Rebecca Chiu           |
| 19.09.–24.09. | Manchester    | Dunlop British Open 2007             | $ 43.500  | Rachael Grinham        |
| 27.09.–29.09. | Reykjavík     | Icelandair Group Classic 2007        | $ 14.000  | Dominique Lloyd-Walter |
| 27.09.–30.09. | Calgary       | Elbow River Casino Calgary Open 2007 | $ 20.300  | Shelley Kitchen        |

### Oktober
| Datum         | Ort          | Turnier                                  | Preisgeld | Siegerin               |
| ------------- | ------------ | ---------------------------------------- | --------- | ---------------------- |
| 01.10.–06.10. | Poughkeepsie | Vassar College Class of 1932 Open 2007   | $ 35.000  | Rachael Grinham        |
| 09.10.–14.10. | Williamstown | Berkshire Open 2007                      | $ 15.000  | Shelley Kitchen        |
| 10.10.–14.10. | London       | Anscombe & Ringland London Open 2007     | $ 7.000   | Dominique Lloyd-Walter |
| 12.10.–14.10. | Lissabon     | Colombo Open 2007                        | $ 6.200   | Emma Beddoes           |
| 16.10.–21.10. | Dublin       | Bymac Leinster Open 2007                 | $ 4.000   | Orla Noom              |
| 21.10.–27.10. | Madrid       | Squash-Weltmeisterschaft der Frauen 2007 | $ 114.000 | Rachael Grinham        |
| 28.10.–03.11. | Doha         | Qatar Classic 2007                       | $ 77.000  | Nicol David            |
| 29.10.–03.11. | Kuala Lumpur | NSC Tour 10 No2 2007                     | $ 10.000  | Sharon Wee             |

### November
| Datum         | Ort                    | Turnier                                         | Preisgeld | Siegerin         |
| ------------- | ---------------------- | ----------------------------------------------- | --------- | ---------------- |
| 04.11.–07.11. | Rascht                 | Iran Open 2007                                  | $ 9.900   | Carla Khan       |
| 05.11.–11.11. | Hongkong               | Cathay Pacific Hong Kong Squash Open 2007       | $ 89.000  | Nicol David      |
| 09.11.–11.11. | Rotterdam              | Didacticum Rotterdam Open 2007                  | $ 4.000   | Karen Kronemeyer |
| 12.11.–17.11. | Santiago de Compostela | 25th Anniversary Squash Club Santiago Open 2007 | $ 6.800   | Camille Serme    |
| 13.11.–19.11. | Islamabad              | Warid Pakistan Open 2007                        | $ 10.900  | Christina Mak    |
| 22.11.–26.11. | Kuala Lumpur           | NSC Super Satellite No3 2007                    | $ 7.000   | Donna Urquhart   |
| 27.11.–01.12. | Kuala Lumpur           | NSC Satellite No6 2007                          | $ 4.000   | Donna Urquhart   |
| 27.11.–02.12. | New York City          | Carol Weymuller Open 2007                       | $ 42.450  | Natalie Grainger |

### Dezember
| Datum         | Ort      | Turnier                              | Preisgeld | Siegerin         |
| ------------- | -------- | ------------------------------------ | --------- | ---------------- |
| 10.12.–15.12. | Monaco   | Monte Carlo Classic 2007             | $ 31.500  | Natalie Grinham  |
| 14.12.–16.12. | Hillegom | Squash Hillegom Flowerbulb Open 2007 | $ 4.000   | Karen Kronemeyer |

### Januar
| Datum         | Ort              | Turnier                    | Preisgeld | Siegerin        |
| ------------- | ---------------- | -------------------------- | --------- | --------------- |
| 10.01.–13.01. | Washington, D.C. | Capitol Hill Open 2008     | $ 6.100   | Amelia Pittock  |
| 16.01.–20.01. | Hongkong         | Buler Challenge Cup 2008   | $ 12.000  | Rebecca Chiu    |
| 16.01.–20.01. | Berwyn           | Liberty Bell Open 2008     | $ 10.950  | Samantha Terán  |
| 22.01.–27.01. | Greenwich        | Harrow Greenwich Open 2008 | $ 37.450  | Shelley Kitchen |
| 23.01.–25.01. | Hangzhou         | WISPA Hangzhou Open 2008   | $ 10.900  | Rebecca Chiu    |
| 24.01.–27.01. | Wien             | Austrian Open 2008         | $ 4.000   | Carla Khan      |
| 30.01.–04.02. | Rye              | Marsh Apawamis Open 2008   | $ 60.300  | Nicol David     |

### Februar
| Datum         | Ort           | Turnier                                  | Preisgeld | Siegerin         |
| ------------- | ------------- | ---------------------------------------- | --------- | ---------------- |
| 06.02.–10.02. | Linköping     | Zack Swedish Open 2008                   | $ 7.200   | Sarah Kippax     |
| 15.02.–19.02. | Kuala Lumpur  | NSC Satellite No1 2008                   | $ 4.000   | Lisa Camilleri   |
| 18.02.–23.02. | Cleveland     | National City Burning River Classic 2008 | $ 27.300  | Natalie Grainger |
| 20.02.–24.02. | Kuala Lumpur  | NSC Satellite No2 2008                   | $ 4.000   | Lisa Camilleri   |
| 21.02.–24.02. | Créteil       | Creteil International Open 2008          | $ 12.550  | Annelize Naudé   |
| 25.02.–29.02. | Kuala Lumpur  | NSC Super Satellite No1 2008             | $ 8.000   | Tenille Swartz   |
| 27.02.–02.03. | Chicago       | Windy City Open 2008                     | $ 11.000  | Samantha Terán   |
| 27.02.–02.03. | Le Port-Marly | Des Pyramides Open 2008                  | $ 17.250  | Isabelle Stoehr  |

### März
| Datum         | Ort          | Turnier                       | Preisgeld | Siegerin         |
| ------------- | ------------ | ----------------------------- | --------- | ---------------- |
| 03.03.–08.03. | Kuala Lumpur | CIMB KL Open 2008             | $ 53.500  | Nicol David      |
| 06.03.–09.03. | Genf         | Sigma Swiss Open 2008         | $ 4.000   | Sarah Kippax     |
| 07.03.–09.03. | Loudonville  | NY Capital District Open 2008 | $ 5.700   | Karen Kronemeyer |
| 18.03.–20.03. | Hanoi        | WISPA Vietnam Open 2008       | $ 8.000   | Louise Crome     |
| 22.03.–26.03. | Kuala Lumpur | NSC Series No1 2008           | $ 12.000  | Jaclyn Hawkes    |
| 26.03.–30.03. | Malmö        | Malmo Open 2008               | $ 4.000   | Sarah Kippax     |
| 27.03.–31.03. | Kuala Lumpur | NSC Satellite No3 2008        | $ 4.000   | Low Wee Wern     |
| 31.03.–04.04. | Montreal     | Atwater Cup 2008              | $ 26.700  | Kasey Brown      |

### April
| Datum         | Ort      | Turnier                             | Preisgeld | Siegerin          |
| ------------- | -------- | ----------------------------------- | --------- | ----------------- |
| 12.04.–20.04. | Hurghada | Hurghada International 2008         | $ 26.200  | Omneya Abdel Kawy |
| 14.04.–19.04. | Dublin   | Cannon Kirk Homes Irish Open 2008   | $ 25.300  | Laura Massaro     |
| 25.04.–27.04. | Zwolle   | Eurosafe Solutions Zwolle Open 2008 | $ 4.000   | Aisling Blake     |

### Mai
| Datum         | Ort         | Turnier                                       | Preisgeld | Siegerin         |
| ------------- | ----------- | --------------------------------------------- | --------- | ---------------- |
| 06.05.–12.05. | Liverpool   | Dunlop British Open Squash Championships 2008 | $ 45.000  | Nicol David      |
| 10.05.–11.05. | Darwin      | Top End Open 2008                             | $ 5.100   | Lisa Camilleri   |
| 15.05.–18.05. | Carcassonne | Carcassonne City Open 2008                    | $ 11.100  | Lauren Briggs    |
| 20.05.–25.05. | Houston     | Central Bank Texas Open 2008                  | $ 27.600  | Natalie Grainger |
| 25.05.–31.05. | Goshen      | Subway Goshen Open 2008                       | $ 17.650  | Samantha Terán   |

### Juni
| Datum         | Ort          | Turnier                                      | Preisgeld | Siegerin        |
| ------------- | ------------ | -------------------------------------------- | --------- | --------------- |
| 02.06.–07.06. | Seoul        | Seoul Open 2008                              | $ 60.000  | Nicol David     |
| 03.06.–08.06. | New Plymouth | Central Open 2008                            | $ 10.250  | Lisa Camilleri  |
| 05.06.–08.06. | Cardiff      | Welsh Open 2008                              | $ 4.000   | Louise Crome    |
| 18.06.–22.06. | Hongkong     | Crocodile Challenge Cup 2008                 | $ 12.000  | Kasey Brown     |
| 19.06.–22.06. | Sannois      | Sannois International 2008                   | $ 20.000  | Isabelle Stoehr |
| 20.06.–22.06. | Hamilton     | ASB Bank North Island Championship 2008      | $ 5.100   | Joelle King     |
| 25.06.–29.06. | Los Angeles  | Epstein Becker & Green Los Angeles Open 2008 | $ 20.300  | Samantha Terán  |

### Juli
| Datum         | Ort             | Turnier                           | Preisgeld | Siegerin       |
| ------------- | --------------- | --------------------------------- | --------- | -------------- |
| 01.07.–06.07. | Pachuca de Soto | Harrow Mexican Open 2008          | $ 16.000  | Samantha Terán |
| 02.07.–06.07. | Chennai         | ICL Chennai Open 2008             | $ 8.000   | Annie Au       |
| 07.07.–11.07  | Kuala Lumpur    | NSC Super Satellite No2 2008      | $ 8.000   | Line Hansen    |
| 14.07.–18.07  | Kuala Lumpur    | NSC Satellite No4 2008            | $ 4.000   | Line Hansen    |
| 21.07.–26.07. | Kuala Lumpur    | CIMB Malaysia Open 2008           | $ 53.500  | Nicol David    |
| 22.07.–27.07. | Edwardstown     | South Australian Open 2008        | $ 5.100   | Amelia Pittock |
| 28.07.–02.08. | Singapur        | CIMB Singapore Masters 2008       | $ 53.500  | Nicol David    |
| 29.07.–03.08. | Clare           | Clare Valley Australian Open 2008 | $ 16.000  | Annie Au       |

## Turniersiegerinnen
| Platz | Spielerin              | Siege | WM 1 | Go 50 2 | Go 45 | Go 35 | Si 30 3 | Si 25 | Si 20 | Si 15 | Tour 4 |
| ----- | ---------------------- | ----- | ---- | ------- | ----- | ----- | ------- | ----- | ----- | ----- | ------ |
| 1.    | Nicol David            | 9     |      | 2       | 5     | 2     |         |       |       |       |        |
| 2.    | Samantha Terán         | 5     |      |         |       |       |         |       |       |       | 5      |
| 3.    | Lisa Camilleri         | 4     |      |         |       |       |         |       |       |       | 4      |
| 3.    | Rebecca Chiu           | 4     |      |         |       |       |         |       |       |       | 4      |
| 3.    | Rachael Grinham        | 4     | 1    |         |       | 1     |         | 1     |       | 1     |        |
| 6.    | Natalie Grainger       | 3     |      |         |       | 1     |         |       | 2     |       |        |
| 6.    | Sarah Kippax           | 3     |      |         |       |       |         |       |       |       | 3      |
| 6.    | Shelley Kitchen        | 3     |      |         |       |       | 1       |       |       | 1     | 1      |
| 6.    | Karen Kronemeyer       | 3     |      |         |       |       |         |       |       |       | 3      |
| 10.   | Annie Au               | 2     |      |         |       |       |         |       |       |       | 2      |
| 10.   | Kasey Brown            | 2     |      |         |       |       |         |       | 1     |       | 1      |
| 10.   | Louise Crome           | 2     |      |         |       |       |         |       |       |       | 2      |
| 10.   | Line Hansen            | 2     |      |         |       |       |         |       |       |       | 2      |
| 10.   | Carla Khan             | 2     |      |         |       |       |         |       |       |       | 2      |
| 10.   | Dominique Lloyd-Walter | 2     |      |         |       |       |         |       |       |       | 2      |
| 10.   | Laura Massaro          | 2     |      |         |       |       |         |       | 1     | 1     |        |
| 10.   | Amelia Pittock         | 2     |      |         |       |       |         |       |       |       | 2      |
| 10.   | Isabelle Stoehr        | 2     |      |         |       |       |         |       |       |       | 2      |
| 19.   | Donna Urquhart         | 2     |      |         |       |       |         |       |       |       | 2      |
| 20.   | Delia Arnold           | 1     |      |         |       |       |         |       |       |       | 1      |
| 20.   | Emma Beddoes           | 1     |      |         |       |       |         |       |       |       | 1      |
| 20.   | Aisling Blake          | 1     |      |         |       |       |         |       |       |       | 1      |
| 20.   | Lauren Briggs          | 1     |      |         |       |       |         |       |       |       | 1      |
| 20.   | Natalie Grinham        | 1     |      |         |       |       |         | 1     |       |       |        |
| 20.   | Jaclyn Hawkes          | 1     |      |         |       |       |         |       |       |       | 1      |
| 20.   | Margriet Huisman       | 1     |      |         |       |       |         |       |       |       | 1      |
| 20.   | Omneya Abdel Kawy      | 1     |      |         |       |       |         |       | 1     |       |        |
| 20.   | Latasha Khan           | 1     |      |         |       |       |         |       |       |       | 1      |
| 20.   | Joelle King            | 1     |      |         |       |       |         |       |       |       | 1      |
| 20.   | Christina Mak          | 1     |      |         |       |       |         |       |       |       | 1      |
| 20.   | Annelize Naudé         | 1     |      |         |       |       |         |       |       |       | 1      |
| 20.   | Orla Noom              | 1     |      |         |       |       |         |       |       |       | 1      |
| 20.   | Suzie Pierrepont       | 1     |      |         |       |       |         |       |       |       | 1      |
| 20.   | Camille Serme          | 1     |      |         |       |       |         |       |       |       | 1      |
| 20.   | Tenille Swartz         | 1     |      |         |       |       |         |       |       |       | 1      |
| 20.   | Sharon Wee             | 1     |      |         |       |       |         |       |       |       | 1      |
| 20.   | Low Wee Wern           | 1     |      |         |       |       |         |       |       |       | 1      |

 1 WSA Weltmeisterschaft

 2 WSA Gold

 3 WSA Silver

 4 WSA Tour